# Nofrusobek
Nofrusobek bzw. Sobekneferu, auch Nefrusobek, war eine altägyptische Königin (Pharaonin) am Ausgang der 12. Dynastie (Mittleres Reich). Ihre Regierungszeit betrug knapp vier Jahre (nach von Beckerath etwa um 1810/1793 bis 1806/1789 v. Chr. / nach Ian Shaw etwa um 1777 – 1773 v. Chr.). Sie war die erste Königin mit einer vollständigen Königstitulatur, leugnete ihr Geschlecht nicht und war Vorbild für Hatschepsut und Tausret.

## Familie
Nofrusobek war die Tochter des Amenemhet III. Sie war höchstwahrscheinlich die Tochter der Königin Aat, der Gemahlin von Amenemhet III. Außerdem hatte Nofrusobek eine Schwester Neferuptah und einen Bruder, Amenemhet IV. Amenemhet IV regierte vor Neferusobek und es gibt Theorien, dass sie verheiratet waren. Allerdings lässt sich eine Mitregentschaft mit Amenemhet IV nicht nachweisen und diese Perspektive wird in der modernen Forschung nicht akzeptiert.

## Aufstieg zum Thron
Es ist nicht sicher, warum Nofrusobek den Thron nach Amenemhet IV bestieg, aber es gibt mehrere Theorien. Die Meinung, dass es keinen männliche Thronfolger gab und das der Grund ist warum Nofrusobek den Thorn bestieg, wird in der Forschung überwiegend vertreten. Außerdem gab es am Ende des Mittleren Reiches eine große Bedrohung der Fremdherrscher (der Hyksos), wodurch es einen gewissen Druck gab, den Thron vor einer Invasion zu sichern. Es gibt keine Aufzeichnungen eines Konfliktes um den Thron, wodurch es keine eindeutigen Nachweise gäbe, warum Neferusobek den Thron bestieg.

## Herrschaft
Manetho (Africanus) zufolge regierte Nofrusobek als Schwester von Amenemhet IV. vier Jahre. Nach dem Turiner Königspapyrus dauerte ihre Regentschaft drei Jahre, 10 Monate und 24 Tage. Außerdem ist sie in den Königslisten von Karnak und Sakkara genannt. Ihr Andenken wurde also in späterer Zeit nicht verfolgt. 
Ihre Namenswahl war signifikant, da sie die volle fünf-teilige Königstitulatur trug, wie es in der Zeit des Mittleren Reiches typisch war. Dies legitimierte sie als Herrscherin von Ägypten und war auch eine Art und Weise wie sich später Hatschepsut als Herrscherin legitimierte. Außerdem hat sie ihre Verbindung zu dem Krokodilgott Sobek etabliert, der eine oft angebetete Gottheit der 12. Dynastie war. Mit ihrer Namenswahl begann sie eine längere Reihe Könige, die den Namensbestandteil Sobek trugen.

### Innen- und Außenpolitik
Es ist nicht viel bekannt über die Zeit während ihrer Herrschaft. Aber die innen- und außenpolitischen Verhältnisse waren stabil. Nofrusobek hat auch das Fayyum als ökonomisches und wirtschaftliches Zentrum weiterentwickelt. Unter anderem auch durch ihre namentliche Verbindung zu Sobek, der einen Tempel in Fayyum hatte. Nubien war fest in ägyptischer Hand, wie eine Nilstandsmarke aus der Region Semna belegt, die in ihr drittes Regierungsjahr datiert werden kann.

## Die Zeit nach ihrem Tod
Nach ihrem Tod wurden ihre Kartuschen, Reliefs und Statuen mit ihrem Namen und ihrer Gestalt nicht wie bei Hatschepsut zerstört. Es gibt eine Stele aus der 13. Dynastie, auf der eine Verwaltungseinheit mit ihrem Namen genannt wird, und auf einem Papyrusfragment aus Harageh wird vermutlich ihre Pyramide oder eine Statue mit der Bezeichnung Sechem-Nofrusobek erwähnt.
Mit ihr endete die 12. Dynastie in Ägypten.

## Denkmäler
Aus ihrer kurzen Regierungszeit gibt es nur wenige Bauwerke. So vollendete sie den Totentempel ihres (vermutlichen) Vaters in Hawara. Im Labyrinth dieses Tempels wird sie mehrmals zusammen mit Amenemhet III. genannt, sie scheint ihre Herrschaft durch die Verbindung mit diesem Herrscher legitimiert zu haben. In Kom el-'Aqarib (südlich von Herakleopolis) wurden verschiedene Architrave eines Tempels gefunden, von denen einer ihren Namen trägt.
Die nördliche der beiden Pyramiden von Masghuna wird ihr oftmals als Grabpyramide zugeschrieben, jedoch ohne zwingenden Grund. Nach einem Vergleich der subterranen Strukturen der letzten Pyramiden der zwölften Dynastie mit denjenigen, die der 13. Dynastie zugeschrieben werden, scheint eher eine Bestattung in der Südlichen Pyramide von Masghuna naheliegend.

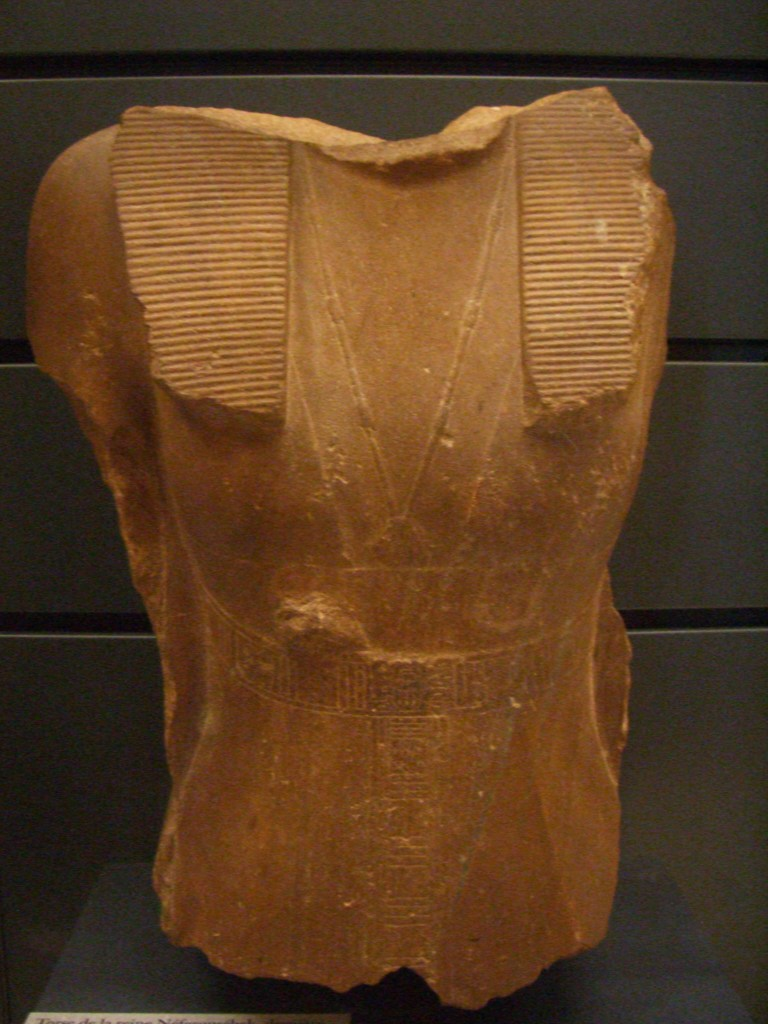
Torso einer Nofrusobek-Statue (Louvre, Paris)

Von Nofrusobek sind auch mehrere Statuenfunde bezeugt. Das Unterteil einer Königsstatue fand sich in Semna, ist aber unbeschriftet und nur durch das Vereinigung-der-beiden-Länder-Symbol (zemat-tawy) als königlich identifiziert. Der dazugehörige Kopf konnte erst kürzlich von Biri Fay im Ägyptischen Museum von Berlin (Inv. Nr. 14475) zu dieser Statue gehörend identifiziert werden. Der Kopf ist nur in einem Gipsabguss erhalten, da das Original im Zweiten Weltkrieg verschollen ist. Bei dem verlorenen Kopf handelt sich um ein Frauenporträt, das stilistisch in das späte Mittlere Reich datiert. Die Statue und der Kopf stellen also Nofrusobek dar, da sie die einzige regierende Königin des Mittleren Reiches war. Drei fast lebensgroße Basaltstatuen aus Tell el-Dab‘a im Nildelta zeigen sie in Frauengewändern. Im Pariser Louvre ist der Torso einer Standstatue der Königin aus Quarzit (E 27135) ausgestellt, deren Herkunft jedoch unbekannt ist. Die Höhe des Fragments beträgt 48 cm, die Gesamtgröße wäre etwa 1,6 m. Es sind Ansätze für ein Nemes-Kopftuch erkennbar und der Torso trägt sowohl männliche wie weibliche Kleidung. Ein weiteres Statuenfragment einer Büste der Nofrusobek im Jubiläumsmantel (Hebsed-Gewand) aus dunkelgrüner Grauwacke befindet sich im New Yorker Metropolitan Museum of Art (MMA 65.59.1). In Tell Gezer (Kanaan) wurde ebenfalls die Statue einer Prinzessin namens Nofrusobek gefunden. Allerdings muss es sich hierbei nicht unbedingt um diese Königin handeln, da auch eine Tochter Sesostris I. diesen Namen trägt.
Edouard Naville fand eine zerstörte Sphinx dieser Königin in Tell el-Dab‘a.
Zu den Kleinfunden, die ihr zugeschrieben werden, gehören Siegelzylinder im Museum Kairo (JE 72663) und im British Museum (BM 16581), beide stammen aus dem Fayyum.
Eine Nilstandsmarke aus dem 3. Regierungsjahr in Semna war lange das letzte Dokument aus ihrer Regierungszeit. Eine neu gefundene Inschrift in der Ostwüste nennt das vierte Jahr.